# دانا کمبل
دانا کمبل (انگلیسی: Donna Campbell؛ ‏تلفظ نام‌خانوادگی: ‎/ˈkæmbəl/‎؛ ‏ زادهٔ ۱۷ سپتامبر ۱۹۵۴) چشم‌پزشک، سیاست‌مدار، و پزشک اهل ایالات متحده آمریکا است.